# Cyphomyia ochracea
Cyphomyia ochracea är en tvåvingeart som beskrevs av Giglio-tos 1891. Cyphomyia ochracea ingår i släktet Cyphomyia och familjen vapenflugor. Inga underarter finns listade i Catalogue of Life.